# Xã Grove, Quận Reno, Kansas
Xã Grove (tiếng Anh: Grove Township) là một xã thuộc quận Reno, tiểu bang Kansas, Hoa Kỳ. Năm 2010, dân số của xã này là 47 người.